# Chelsea Chandler
Chelsea Chandler (Stockton, California; 29 de enero de 1994) es una artista marcial mixta estadounidense que compite en la división femenina de peso gallo de Ultimate Fighting Championship (UFC). Profesional desde 2018, también ha competido anteriormente para Invicta Fighting Championships. En junio de 2023, ocupaba el puesto nº 15 en la clasificación del peso gallo femenino de la UFC.

## Carrera de artes marciales mixtas
Chandler jugó al baloncesto y compitió en atletismo en el instituto. Comenzó a entrenar en Tiger Muay Thai (Tailandia), en 2011 y se unió a la Academia de Nick Díaz después de terminar la universidad.

### Invicta Fighting Championships
Martin hizo su debut promocional el 24 de marzo de 2018, en Invicta FC 28: Mizuki vs. Jandiroba contra Kerri Kenneson. Perdió la pelea por decisión unánime.
En la siguiente pelea, se enfrentó a Mitzi Merry el 16 de noviembre de 2018, en Invicta FC 32: Spencer vs. Sorenson. Ganó por decisión unánime.
Su tercera pelea llegó el 7 de junio de 2019, en Invicta FC 35: Bennett vs. Rodríguez enfrentándose a Brittney Victoria Grizzelle. Ganó por nocaut técnico en el segundo asalto.
Chandler se enfrentó a Olivia Parker el 2 de julio de 2020, en Invicta FC 40: Ducote vs. Lima. Ganó la pelea por sumisión de estrangulamiento trasero desnudo en la primera ronda.
Chandler se enfrentó a Courtney King el 11 de mayo de 2022, en Invicta FC 47. Ganó el combate por decisión unánime.

### Ultimate Fighting Championship
Estaba previsto que Chandler se enfrentara a Leah Letson en su debut en la UFC el 1 de octubre de 2022, en UFC Fight Night 211. Sin embargo, Letson se retiró a finales de agosto por motivos personales y fue sustituida por la luchadora bielorrusa Julija Stoliarenko, por lo que el emparejamiento cambió a un peso de 140 libras. Ganó el combate por nocaut técnico al final del primer asalto. Esta victoria le valió el premio a la actuación de la noche.
Chandler se enfrentó a la brasileña Norma Dumont el 15 de julio de 2023, en UFC Fight Night 224. Perdió el combate por decisión unánime.

## Récord en artes marciales mixtas
| Resultado | Récord | Oponente           | Método                      | Evento                                | Fecha                   | Ronda | Tiempo | Localización |
| --------- | ------ | ------------------ | --------------------------- | ------------------------------------- | ----------------------- | ----- | ------ | ------------ |
| Derrota   | 6–4    | Joselyne Edwards   | TKO (puñetazos)             | UFC on ESPN: Machado Garry vs. Prates | 26 de abril de 2025     | 1     | 2:31   | Kansas City  |
| Derrota   | 6–3    | Yana Kunitskaya    | Decisión (unánime)          | UFC on ESPN: Tybura vs. Spivac 2      | 10 de agosto de 2024    | 3     | 5:00   | Las Vegas    |
| Victoria  | 6–2    | Josiane Nunes      | Decisión (unánime)          | UFC Fight Night: Tuivasa vs. Tybura   | 16 de marzo de 2024     | 3     | 5:00   | Las Vegas    |
| Derrota   | 5–2    | Norma Dumont       | Decisión (unánime)          | UFC on ESPN: Holm vs. Bueno Silva     | 15 de julio de 2023     | 3     | 5:00   | Las Vegas    |
| Victoria  | 5–1    | Julija Stoliarenko | TKO (puñetazos)             | UFC Fight Night: Dern vs. Yan         | 1 de octubre de 2022    | 1     | 4:15   | Las Vegas    |
| Victoria  | 4–1    | Courtney King      | Decisión (unánime)          | Invicta FC 47                         | 11 de mayo de 2022      | 3     | 5:00   | Kansas City  |
| Victoria  | 3–1    | Olivia Parker      | Sumisión (rear-naked choke) | Invicta FC 40                         | 2 de julio de 2020      | 1     | 1:05   | Kansas City  |
| Victoria  | 2–1    | Brittney Victoria  | TKO (puñetazos)             | Invicta FC 35                         | 7 de junio de 2019      | 2     | 3:58   | Kansas City  |
| Victoria  | 1–1    | Mitzi Merry        | Decisión (unánime)          | Invicta FC 32                         | 16 de noviembre de 2018 | 3     | 5:00   | Kansas City  |
| Derrota   | 0–1    | Kerri Kenneson     | Decisión (unánime)          | Invicta FC 28                         | 24 de marzo de 2018     | 3     | 5:00   | Kansas City  |